# Робин Гуд: Начало
«Ро́бин Гуд: Начало» (англ. Robin Hood) — американский приключенческий фильм режиссёра Отто Батхёрста, снятый по мотивам легенд о Робине Гуде. Сюжетно представляет собой альтернативную историю становления Робина на путь благородного разбойника, имея определённые стилистические сходства с жанром супергероики и с сюжетом более ранней экранизации «Робин Гуд: Принц воров».
Мировая премьера состоялась 21 ноября 2018 года. Фильм в целом получил негативный приём критиков и провалился в прокате, а также был номинирован на три антипремии «Золотая малина».

## Сюжет
Лорд Робин из Локсли, аристократ и искусный лучник, жил в Ноттингеме и наслаждался жизнью с возлюбленной девой Мэриан, пока не был призван продажным Шерифом Ноттингема в III-й Крестовый Поход против Сарацин.
После 4-х лет, проведённых вдали от Англии, Робин разочаровывается в крестовых походах, когда ему не удаётся помешать своему командующему, Гаю Гисборну, казнить безоружных пленников, включая молодого парня, несмотря на мольбы его отца, что приводит к его немедленной отправке Робина домой по обвинению в предательстве.
Когда Робин возвращается в Ноттингем, он узнаёт от старого друга монаха Тука, что Шериф объявил Робина официально погибшим 2 года назад, чтобы конфисковать его землю и состояние для обеспечения расходов на военные действия по велению коррумпированного Кардинала и изгнав жителей из города на рудник за рекой.
Исследуя отвалы рудников, Робин становится свидетелем того, как народ планирует восстание против правительства, которое их угнетает и эксплуатирует, и также он узнаёт, что Мэриан теперь в отношениях с честолюбивым лидером угнетённых Уиллом Тиллманом. Встрече Робина с Мэриан мешает пленник, сына которого Робин пытался спасти. Пленник представляется как Яхья (но Робин начинает называть его Джоном, т.к. это эквивалентные имена) и предлагает Робину работать вместе до конца войны — воровать деньги, украденные у людей в ходе церковного конфликта, и возвращать им обратно. Мэриан ищет Робина, узнав, что он жив, но Джон советует ему не рассказывать ей о своих планах для её собственной безопасности.
Благодаря изнурительному режиму тренировок в своём разорённом поместье, Робин значительно расширяет и совершенствует свои навыки стрельбы из лука и боя и начинает воровать богатства, которые Шериф вымогал у горожан, заработав прозвище «Гуд» («Капюшон»). Параллельно он умело скрывает свою деятельность, выдавая себя за легкомысленного плейбоя-лорда, который поддерживает режим шерифа.
Во время вечеринки в честь кардинала, на которой присутствовали Робин, Мэриан и Уилл, Мэриан и Робин обнаруживают, что война — это уловка церкви, которая также финансирует сарацинскую армию, чтобы победить короля и получить полную власть после его смерти. Гисборн и его люди совершают набег на рудники по приказу шерифа, чтобы найти Гуда.
Мэриан пытается вмешаться, несмотря на возражения Уилла, и пересекается с Гудом, в котором она узнаёт Робина по его голосу. Джон схвачен Гисборном и подвергнут пыткам Шерифом, но отказывается раскрыть личность преступника. Когда Шериф использует веру Джона против него, он угрожает ему обещанием, что его глаза и лицо скоро станут последним, что он увидит.
Робин открывает себя простолюдинам по настоянию Мэриан и принимается как их лидер, расстраивая Уилла. Уилл устраивает беспорядки, чтобы отвлечь людей Шерифа, в то время как Робин перехватывает караван, перевозящий имущество шерифа из Ноттингема, которое должно быть доставлено сарацинской армии. Затем Робин ведёт горожан в битву против Шерифа и его коррумпированных сил. Во время противостояния Робин целуется с Мэриан, свидетелем чего является Уилл, за несколько мгновений до того, как он получает ужасные шрамы от взрыва. Разозлённый любовью Мэриан к Робину, Уилл бросает её и восстание, чётко показывая, что занимался этим только ради неё.
Когда ход битвы начинает поворачиваться в пользу Шерифа, Робин сдаётся, чтобы избежать дальнейшего кровопролития, и его доставляют в замок Шерифа для казни. Один из охранников на самом деле Джон, ранее сбежавший из камеры, и он, наконец, мстит Шерифу, повесив его на цепи массивного кадила, свисающего с крыши собора. Робин и Джон убегают, чтобы воссоединиться с Мэриан и горожанами, которые им помогали, укрываясь как преступники в Шервудском лесу, делясь добычей.
Тем временем кардинал обращается к жаждущему мести Уиллу и предлагает ему шанс претендовать на власть в Ноттингеме, если он будет верен церкви. Уилл назначен новым шерифом и клеймит Робина и его последователей преступниками, а Робин бросает Уиллу вызов преследовать его, метко попадая стрелой в плакат «Разыскивается», который Уилл держит перед горожанами.

## В ролях
- Тэрон Эджертон — Робин Гуд
- Джейми Дорнан — Уилл Тиллман[англ.]
- Бен Мендельсон — шериф Ноттингема[англ.]
- Джейми Фокс — Яхья ибн Умар / Маленький Джон
- Пол Андерсон — Гай Гисборн
- Ив Хьюсон — Дева Мэриан
- Джошуа Хердман — Райтоус
- Тим Минчин — монах Тук
- Нассер Мемарзиа — дипломат
- Кэйн Хэдли-Каммингс — кочегар

## Съёмки
Главную роль могли сыграть Джек Хьюстон, Дилан О'Брайен, Николас Холт и Джек Рейнор.
На роль Мариан претендовали Гайте Янсен, Люси Фрай и Гугу Мбата-Роу.
Часть сцен снималась в хорватском городе Дубровник, где также проходили съёмки сериала «Игра престолов» и фильма «Звёздные войны: Пробуждение силы».
Ввиду занятости Тэрона Эджертона на съёмках фильма «Kingsman: Золотое кольцо» работа над кинокартиной была отложена.

## Критика
Фильм получил негативные отзывы кинокритиков. На сайте Rotten Tomatoes у фильма 15 % положительных рецензий на основе 164 отзывов со средней оценкой 3,7 из 10. На Metacriticе — 32 балла из 100 на основе 28 рецензий.
22 декабря 2018 года эксперты журнала The Hollywood Reporter поставили «Робин Гуд: Начало» на второе место в списке худших фильмов 2018 года.